# Mathilde Myhrvold
Mathilde Myhrvold, född  16 juli 1998, är en norsk längdskidåkare som representerar klubben  Vind Idrettslag.

## Karriär
Mathilde Myhrvold debuterade i världscupen i mars 2019. Hon tog sin första pallplats i världscupen i längdskidåkning den 29 december 2021 när hon placerade sig på en andra plats i sprint. Myhrvold har totalt tre pallplaceringar i världscupen.